# Stanisław Mendelson

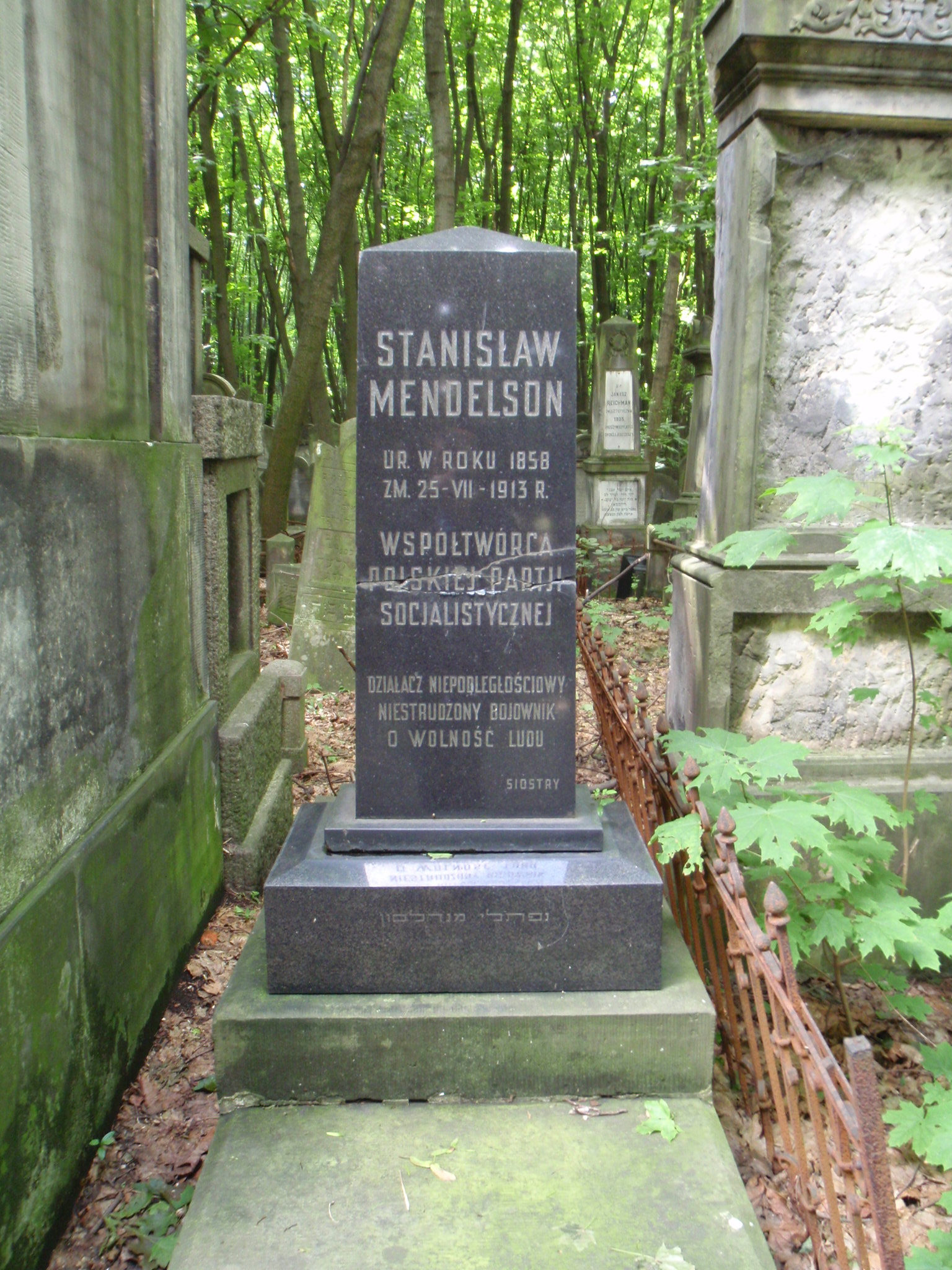
Grób Stanisława Mendelsona na cmentarzu żydowskim w Warszawie

Stanisław (Salomon Naftali) Mendelson, ps. „Aleksander Messin”, „Mieczysław” (ur. 18 listopada 1857 w Warszawie, zm. 25 lipca 1913 tamże) – polski polityk i publicysta żydowskiego pochodzenia, działacz polskiego i międzynarodowego ruchu robotniczego.

## Życiorys
Urodził się w zamożnej rodzinie żydowskiej, jako syn Bera Wolfa Mendelsona i Sary Reitzy z domu Marguliot (zm. 1909). Ojciec był właścicielem majątku ziemskiego i kamienicy przy ulicy Czystej 6 w Warszawie. Ukończył IV Gimnazjum w Warszawie, a jesienią 1875 zapisał się na fakultet medyczny Cesarskiego Uniwersytetu Warszawskiego. Ukończył tylko pięć semestrów. Zainspirowany ruchem socjalistycznym, podjął pracę jako robotnik w warsztacie szewskim, aby zbliżyć się do robotników. Działał w socjalistycznych kółkach propagandowych.
W kwietniu 1878 unikając aresztowania porzucił szkołę i opuścił Warszawę, udając się za granicę do Lwowa. Tam w maju tego samego roku został aresztowany za działalność socjalistyczną, a po miesiącu na mocy rozporządzenia Dyrekcji Policji wydalony z Austro-Węgier. Po kilkudniowym pobycie w Krakowie udał się do Wrocławia, gdzie podjął studia na Wydziale Filozoficznym Uniwersytetu Wrocławskiego. Tam zetknął się z niemieckim ruchem socjalistycznym. W lecie 1878 powrócił do Warszawy, kontynuując działalność socjalistyczną. Po dwóch miesiącach musiał zbiec z uwagi na śledztwo, w którym zarzucano mu nielegalną działalność. W domu rodziców przeprowadzono rewizję. Z końcem września 1878 zbiegł do Szwajcarii. Ze Szwajcarii udał się na dwa miesiące do Paryża. W 1879 wyjeżdżał nielegalnie do Kijowa. Ostatecznie osiadł w Genewie. Był współzałożycielem i redaktorem pierwszych polskich czasopism socjalistycznych: „Równość”, „Przedświt” i „Walka Klas”.
W 1880 był jednym z oskarżonych (obok Ludwika Waryńskiego i 34 innych działaczy) w procesie socjalistów w Krakowie. Następnie organizował kółka socjalistyczne w Poznaniu, za co w latach 1882–1884 był więziony przez władze pruskie. W lutym 1888 współzałożyciel II Proletariatu, a w 1889 uczestnik przygotowań międzynarodowego zjazdu Drugiej Międzynarodówki. W 1892 jeden z organizatorów zjazdu założycielskiego PPS w Paryżu i twórca jej programu. Uczestnik zjazdu socjalistów polskich zaboru rosyjskiego w Paryżu w końcu listopada 1892 roku z ramienia Proletariatu. W 1893 wystąpił z PPS i związał się z ruchem ludowym w Galicji. Powodem był konflikt na kongresie II Międzynarodówki w Zurychu wywołany zakwestionowaniem przez Mendelsona i delegację polską ważności mandatów delegatów właśnie powstałej Socjaldemokracji Królestwa Polskiego.
Z czasem wycofał się z ruchu robotniczego, pod koniec życia współpracował z żydowskim czasopismem „Przegląd codzienny”, w którym koncentrował się na publicystycznej walce z endecją.

## Życie prywatne
Jego pierwszą żoną była Maria Jankowska-Mendelson (1850–1909), działaczka socjalistyczna. Po jej śmierci poślubił w 1912 Marię Sokołow, córkę Nachuma Sokołowa.
Pochowany jest w alei głównej cmentarza żydowskiego przy ulicy Okopowej w Warszawie (kwatera 44, uliczka 1). Granitowy pomnik na jego grobie wystawiono w 1936.

## Publikacje
- 1893: Kwestyja polska i polityka koła polskiego
- 1904: Historya ruchu komunalistycznego we Francyi 1871 r.